# Grupos nómadas de las estepas
Los grupos nómadas de las estepas incluyen un conjunto variado de pueblos prehistóricos e históricos de Eurasia central cuyas migraciones y movimientos tuvieron gran impacto en la historia de Europa y Asia. Si bien, los nómadas han influido durante toda su historia en las sociedades agrícolas del sur euroasiático, con las que mantuvieron constantes contactos, intercambios y luchas. Muchos de estos movimientos de grupos nómadas, fundamentalmente de los montados, terminarían, incluso, en dominio y control no solo de otros grupos de las estepas, sino que penetrarían en la política de las sociedades sedentarias, llegando a crear dinastías poderosas. Algunos de los primeros grupos nómadas de las estepas eran lingüísticamente pueblos indoeuropeos o relacionados con ellos, mientras que algunos de los últimos grupos nómadas eran pueblos urálicos y altaicos.

## Aparición de las sociedades pastoriles
La cría de rebaños pudo haber comenzado en los lugares donde animales salvajes se alimentaban de los cultivos humanos, y ello probablemente se haya producido en lugares con poca precipitación, en terrenos cercanos a depósitos fluviales. Así, poco a poco, estos animales se irán haciendo más familiares a los humanos.
El primer tipo de agricultura se da en el Asia Occidental durante el IX milenio a. C., siendo cerealera, y durante el V milenio a. C. ya comenzamos a ver carneros, cabras, ganado bovino y onagros domesticados. Un poco más tarde, entre el IV y el III milenio a. C., los pueblos con base agrícola mixta se expanden hacia las estepas euroasiáticas.

### La cultura de Usatovo (3500-3000a.C.)
Se situó entre el río Bug y el Danubio y, según el tipo de cerámica y los restos óseos hallados en sus yacimientos, muestra un elemento pastoril.
En sus enterramientos, los jefes eran colocados de lado o de espaldas, en una cámara central del túmulo.

### Las culturas de los túmulos de ocre
Su cronología la sitúa entre finales del III y finales del II milenio a. C.
Tiene mucho en común con la cultura de Usatovo.
Sus enterramientos eran realizados en túmulos y existía un hábito de cubrir con ocre a los difuntos.
Según los asentamientos, en ellas se criaban bóvidos, carneros y cabras, además de cultivar el mijo.

### La cultura de Afanásievo (3000-1700a.C.)
La cultura afanásievo se sitúa en el valle del alto Yeniséi. Sus sepulturas tienen forma de trincheras ovales o rectangulares y están cubiertas por losas de piedra. En ellas se enterraban a los cuerpos de lado o de espaldas con cobertura de ocre. Se considera que estos pueblos, testimoniados arqueológicamente, se corresponden etnolingüísticamente con los antecesores de los tocarios históricos.

### La cultura de Andrónovo (2000-1200a.C.)
La cultura andrónovo estuvo ubicada desde la Siberia meridional al noroeste, hasta el río Sir Daria al sur y entre el macizo de Altái y el río Ural. Se trata del punto culminante del desarrollo de la economía mixta en Siberia y en el Asia central. Se conjetura que la mayor parte de pueblos involucrados en la cultura arqueológica de Andrónovo, eran en realidad pueblos indoiranios-

## Las migraciones indoeuropeas

### Primeras migraciones (1900-1000a.C.)
Los hititas llegaron a la Anatolia, probablemente, en el 1900 a. C., a través del Cáucaso, y la misma ruta utilizaron los casitas (que utilizaban nombres indoeuropeos) y los arios. Asimismo, vemos la presencia de grupos indoeuropeos en el Irak septentrional y la Siria actuales, pues un grupo con nombres de este tipo gobernó el reino de Mitanni a mediados del II milenio a. C.
Por otro lado, otra de estas migraciones se dirigirá hacia el sur y se establecerá en el Irán actual; los del mismo grupo que permanecieron en el norte se convertirán en nómadas montados.

#### La cultura de Karasuk (1500-800a.C.)
La cultura karasuk se ubica en los antiguos territorios de las culturas de Afanásievo y Andrónovo. Aquí se observa un incremento progresivo en la cría de carneros, a pesar de que la agricultura todavía se sigue utilizando.
Ya comenzamos a ver influencias chinas, sobre todo en el metal, por ejemplo, tenemos cuchillos de bronce similares que aparecen en Anyang, en la estepa de Ordos y en Mongolia.

### Segundas migraciones (900a.C.)
En este período se produce una nueva migración indoeuropea que expulsa a los pueblos instalados en el Occidente Asiático. Algunos objetos hallados son característicos de los pueblos de la Edad del Bronce final y de la Edad del Hierro de la Europa Oriental, incluyendo la Caucasia, por lo que probablemente sean indoeuropeos.

## El empleo del caballo
Según algunos autores, el empleo del caballo fue desarrollado primeramente por pueblos de la Transcaucasia y del Irán Septentrional, realizándose una ulterior expansión: hacia el norte, se producen saqueos de pueblos pastores de las estepas, con el consiguiente sometimiento a estos primeros grupos de nómadas montados; y hacia el sur, a finales del II milenio a. C. parece que su presencia ya se hace realmente importante. Será en el siglo XIV a. C. cuando la práctica montada en el Próximo Oriente esté completamente presente. Ella se terminará expandiendo hacia las estepas a partir de aquí.

## Cultura de Ananino (600-400a.C.)
La cultura de Ananino se ubica al este del valle del río Kama, y en su arte encontramos influencias del Cáucaso y de Siberia, características escitas y presencia de utensilios griegos.

## Los cimerios (siglos VIII-VIa.C.)
Los cimerios se ubicaban al norte del Cáucaso, al sur de la actual Rusia. Se trata de la primera aproximación a una potencia de nómadas montados, pues dominan las estepas pónticas y gran parte de la actual Hungría. En el siglo VIII a. C., aparecen en la frontera del reino de Urartu (en el Irán actual) y se alían con el mismo contra el poderío asirio. En el 695 a. C. destruirán Frigia y dominarán Anatolia central, y mientras unos se establecen al occidente de Armenia, otros prosiguen hasta los montes Zagros.

## Los escitas
Los escitas se sitúan en el antiguo territorio de los cimerios, excepto la península del Taman y parte de Crimea. Los que se sitúan en la Transcaucasia son resultado de una inmigración desde la estepa del Volga, que probablemente obligó a las tribus medas y persas a desplazarse hacia el Irán. Se trata de los primeros nómadas montados que dominan el Asia Occidental.
Es importante en ellos el estilo animalista en el arte, pues este se expandirá por todas las estepas, convirtiéndose en una característica de todos los pueblos nómadas. Su época de esplendor comienza aproximadamente en el siglo VI a. C., el material que lo expresará en mayor medida será el metal, consistiendo, eso sí, en objetos portátiles, y será fundamentalmente un arte aristocrático. Los animales más frecuentemente representados son los caballos, los íbices, los jabalíes, los osos, los lobos, los felinos de presa, las águilas, los peces, especies inciertas y, sobre todo, los venados.
La vida escita será fielmente reproducida en otras regiones de las estepas.

## Los nómadas de Asia Central

### Los sakas
Los sakas se sitúan entre el mar Caspio y el Tian Shan Occidental, al norte y noroeste del Irán actual y al sur de una línea imaginaria trazada entre el mar Caspio y el lago Baljash. Importaban madera de cedro de la región situada al sur del Hindu Kush y flechas y cuentas de la India y de Mongolia.

### Los yuezhi
Los yuezhi introdujeron el nomadismo montado entre las tribus de Mongolia, utilizándose completamente alrededor del 300 a. C.
También introdujeron el estilo animalista.

### Los sármatas
Los sármatas son originarios de las estepas situadas entre los ríos Don y Ural, alrededor del siglo V a. C., y se extenderán por una enorme área de estepas, entre Zungaria y Hungría.
La utilización de sandalias de cuero les permitió tener más firmeza en la montura, y, con ello, una nueva forma de ataque en filas cerradas. Será un estilo de lucha adoptado por los nómadas del desierto de Gobi y por los chinos.
En cuanto al arte, tiene una fase inicial (siglo V-IV a. C.) con un estilo animalista policromo e incrustaciones de joyería, y una segunda fase (siglo IV-III a. C.), con representaciones de combates con animales y animales míticos. Las placas de oro sármatas serán reproducidas en algunos bronces ordos posteriores, del norte de China y del Gobi.

## Los nómadas del Este de Asia
Muchos de los movimientos nómadas iniciados en las estepas orientales, dieron lugar a importantes confederaciones o proto-estados. Es justamente en esta región del cinturón de la estepa, donde surgirá una cadena de acontecimientos que afectará en primer término al Lejano Oriente y toda la estepa oriental, con una profusión de movimientos nómadas y en última instancia, sobre los estados de la época pre-imperial china, al igual que posteriormente sobre diversas dinastías desde la época Hàn. El primer exponente reseñable de esta dinámica histórica, la encarnaron los xiongnu quienes, en el siglo II a. C., llegarían a formar una confederación dominante en torno al Desierto del Gobi, y lucharán contra las autoridades y el poder sínico encarnado por los Hàn, hasta mediados del siglo I a. C.. El poderío de los xiongnu bajo la jefatura de Modun y sus descendientes directos, haría que los xiongnu llegasen a derrotar a los principales poderes ubicados en las estepas orientales (yuezhi, donghu, wusun) y obligándolos a desplazarse. En el caso del desplazamiento de los yuezhi, a su vez, provocaría en cadena una serie de conflictos y una problemática ascendente en el escenario centroasiático.

### Los hunos
Una de las referencias de los hunos que han llegado hasta nosotros es la que realiza Ptolomeo en su Geografía (150 d. C.), a un pueblo llamado chuni de la estepa caucasiana, además de fuentes armenias, las cuales se refieren a las incursiones de los hunos desde esa zona.
Tuvieron importante presencia en varios pueblos: destrucción del reino ostrogodo (entre el Don y el Dniespre) por el rey huno Balamber, en el 376 d. C.; a partir del 500 d. C., y durante 30 años, la India fue gobernada por reyes hunos; fijan en Hungría bases de operaciones contra el Imperio romano; realizan incursiones en las provincias balcánicas; someten a los visigodos (oeste del río Dniéper), a los sármatas (sur de Rusia) y a los godos; y a menudo eran admitidos en las huestes de los romanos como caballeros.